# Церква Климента Папи Римського

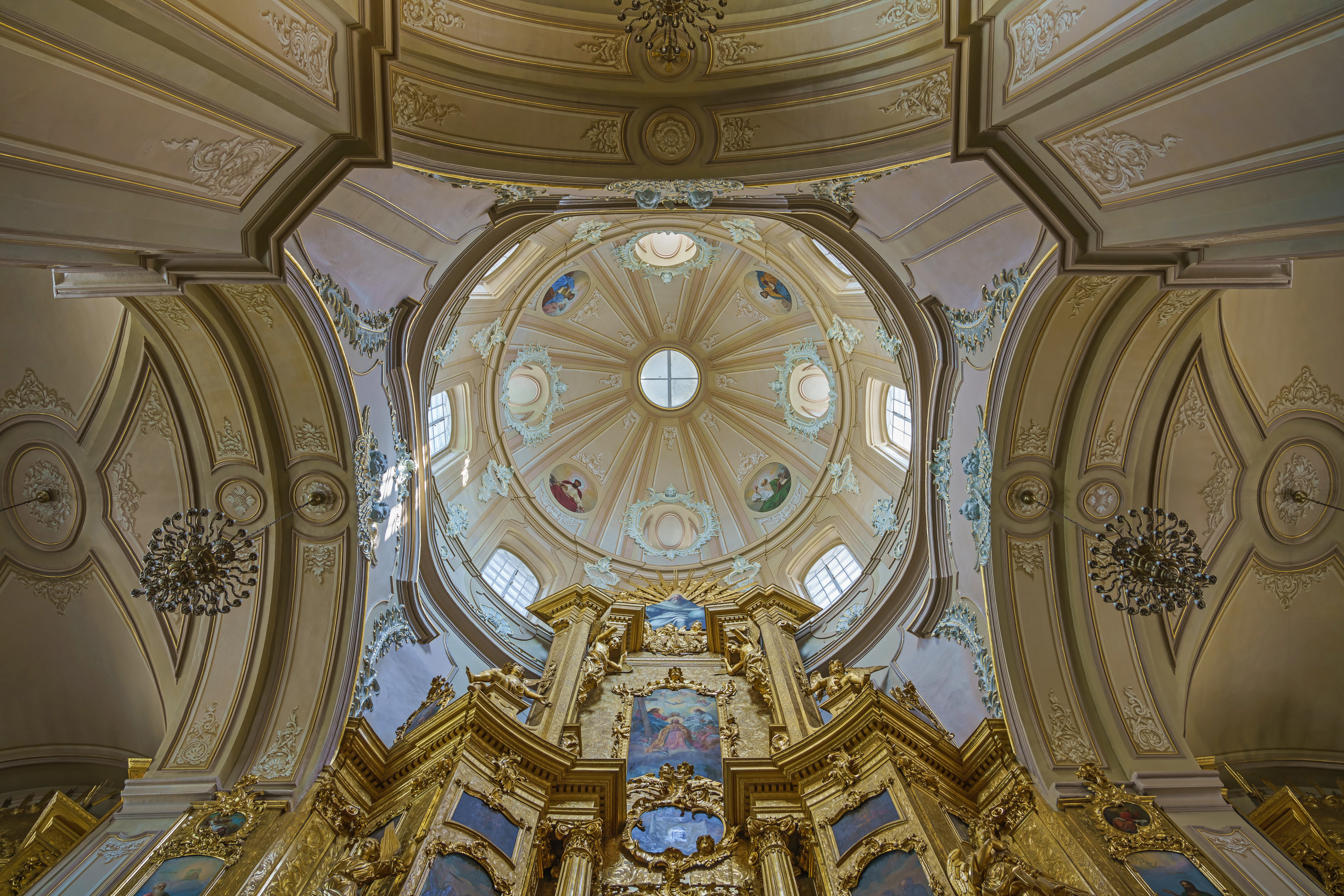
Церква Климента папи римського

 Церква Климента папи римського — відома пам'ятка доби розвиненого бароко середини 18 століття в місті Москва.

## Замовник храму. Історія

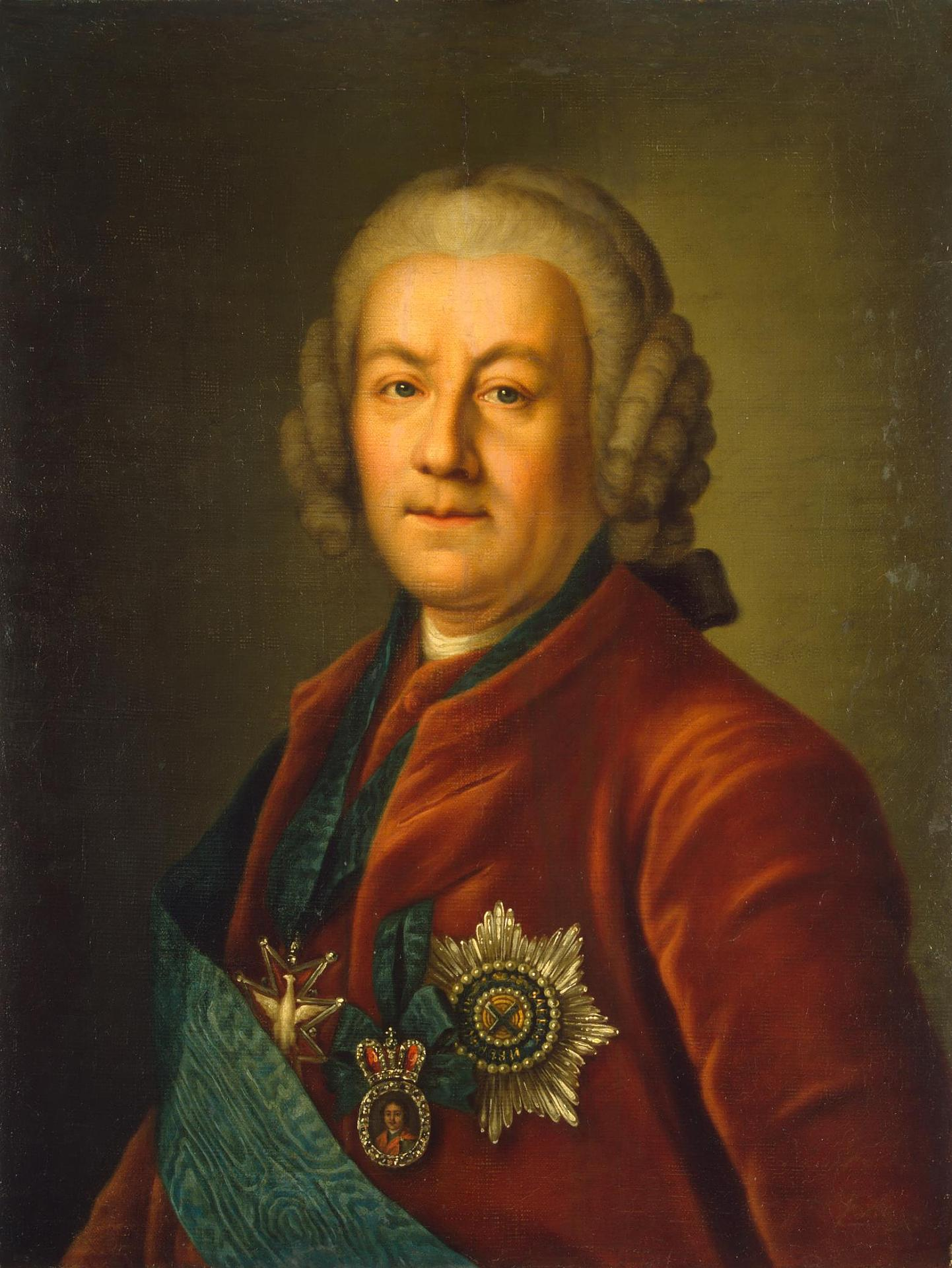
Невідомий художник. Прем'єр міністр (канцлер) О.Бестужев-Рюмін.

Замовником храму був дипломат і канцлер Бестужев-Рюмін Олексій Петрович. Уродженець Москви, він не любив Москву і жив тут періодами. Супроводжував батька дипломата і жив за кордоном. Освіту отримав у Берліні та Копенгагені. В кар'єрі мав декілька злетів і падінь, що пов'язане з декількома палацовими переворотами в Петербурзі. З останнім переворотом, що дав посісти престол Єлизаветі Петрівні, і пов'язане будівництво церкви Климента папи римського в Москві. Боярський двір Бестужевих належав до приходу цього храму, старого за архітектурою попередника, не схожого на теперішній.
Палацовий переворот прийшовся на день спомину першомученика Климента папи римського. Тому Єлизавета Петрівна вважала його своїм небесним заступником. І наказала збудувати храм на честь святого. Аби продемонструвати свою прихильність новій імператриці, хитрий Бестужев сповістив царський двір про побудову такого ж храму в Москві, де відбувалась коронація нової цариці. Його помітили і вже в грудні 1741 Бестужев отримав посаду віце-канцлера. Бестужев знову повернув собі велику посаду і великі гроші.

## Історія побудови
Хитрий Бестужев розраховував кожний свій крок. Імператриця дала на побудову свого храму 50 000 карбованців, Бестужев для свого знайшов 70 000.
Проект для Петербурга створив тодішній придворний архітектор імператриці П'єтро Трезіні. Бестужев домігся проекту він нього ж, бо бажав мати найкращий зразок. Вже влітку 1742 обидва храми почали будувати. Через п'ять років церква вже чекала прикрас і оздоб інтер'єру.

## Маловідомий архітектор
В Історії мистецтв П'єтро Антоніо Трезіні залишився маловідомим архітектором. Роки життя визначають приблизно: бл. 1699- бл. 1768. Серед його будівель — Монетний двір, Ново-Сергієвська пустинь та церква Клімента в Петербурзі, Оперний театр в Анічковому палаці, Сампсоніївський собор. Майже всі зруйновані чи перебудовані. Був значно менше обдарований, ніж його сучасники і конкуренти — Савва Чевакинський,Дмитро Ухтомський, Бартоломео Растреллі. З 1744 року головним архітектором імператриці став саме Растреллі. П'єтро Трезіні отримав відставку і (за припущеннями мистецтвознавців)оселився в Італії.

## Подальша доля храму Климента в 20 столітті
Архів Бестужева-Рюміна не зберегли, як не зберегли й архіву самої церкви. В літературі і досі плутанина з датами, архітекторами і термінами добудов. В добу нової імператриці навіть сам Бестужев не афішував своєї причетності до побудови церкви Климента в Москві. А роботи доручив архітектору І.Яковлеву та купцю К. М. Матвєєву, які і фігурують як офіційні представники будівництва. Надзвичайно багато для розв'язування історичних таємниць зробила мистецтвознавець Молєва Ніна Михайлівна.
У 1928 храм зачинили за розпорядженням радянських урядовців.
У 1934 церковну будівлю віддали під фонди Бібліотеки імені Леніна, що дало змогу співробітникам бібліотеки зберігати іконостаси і оздоби храму.
З 2008 храм повернуто церкві.